# Lumbre (novela)
Lumbre es la tercera novela del escritor argentino Hernán Ronsino, publicada por la editorial Eterna Cadencia en el año 2013.
La obra, última parte de la denominada «trilogía pampeana»  —conformada por las también novelas La descomposición (2007) y Glaxo (2009)—, narra la historia de Federico Souza, guionista porteño quien regresa a su ciudad natal, Chivilcoy, después de enterarse de que el amigo de su padre, Pajarito Lernú, falleció y le dejó en herencia una vaca robada.

## Título
Originalmente, la novela llevó el título de uno de sus capítulos, Paráiso, según comentó el mismo Ronsino.

## Temas
La novela trata temas como «la violencia anclada en un lugar específico», la memoria y el paso del tiempo. A su vez, retoma el universo y los personajes de las dos novelas anteriores de Ronsino y, en su argumento, se entrecruzan distintos personajes y eventos históricos, como los escritores Julio Cortázar (retratado como Julio Denis) y Carlos Ortiz, el cineasta Ignacio Tankel y su filme La sombra del pasado (1947), el expresidente argentino Domingo Faustino Sarmiento, la Crisis de diciembre de 2001 y la fundación de Chivilcoy.

## Recepción
En 2017, Lumbre fue traducida al francés por la editorial francesa Gallimard, bajo el título de Lueurs de la pampa.